# فاسليوس باركاس
فاسليوس باركاس (باليونانية: Βασίλειος Μπάρκας)‏ هو لاعب كرة قدم يوناني في مركز حراسة المرمى ولد في يوم 30 مايو 1994 في هولندا، يلعب حالياً مع نادي أيك أثينا وسبق له اللعب مع نادي أتروميتوس، في سنة 2016 أستدعى للعب لمنتخب اليونان لكرة القدم ويبلغ طوله 196 سم.

## روابط خارجية
- فاسليوس باركاس على موقع الاتحاد الأوربي (الإنجليزية)
- فاسليوس باركاس على موقع إي إس بي إن إف سي (الإنجليزية)
- فاسليوس باركاس على موقع قاعدة بيانات كرة القدم.إي يو (الإنجليزية)
- فاسليوس باركاس على موقع ناشيونال فوتبول تيمز (الإنجليزية)
- فاسليوس باركاس على موقع Soccerway.com (الإنجليزية)